# Harku (commune)
Harku est une commune rurale d'Estonie située dans le comté de Harju, dont le chef-lieu est Tabasalu.

## Géographie
La commune s'étend sur 159,77 km2 au nord du pays sur les côtes du golfe de Finlande.

### Localités
La commune regroupe 24 localités.
Passez le curseur sur les noms pour voir le nom historique de la localité (en allemand).
| Nom          | Type        | Pop.  |
| ------------ | ----------- | ----- |
| Adra         | village     | 107   |
| Harku        | petit bourg | 720   |
| Harkujärve   | village     | 787   |
| Humala       | village     | 33    |
| Ilmandu      | village     | 401   |
| Kumna        | village     | 278   |
| Kütke        | village     | 68    |
| Laabi        | village     | 21    |
| Liikva       | village     | 548   |
| Meriküla     | village     | 134   |
| Muraste      | village     | 1 964 |
| Naage        | village     | 179   |
| Rannamõisa   | village     | 847   |
| Suurupi      | village     | 1 222 |
| Sõrve        | village     | 207   |
| Tabasalu     | petit bourg | 3 938 |
| Tiskre       | village     | 1 615 |
| Tutermaa     | village     | 242   |
| Türisalu     | village     | 715   |
| Vahi         | village     | 176   |
| Vaila        | village     | 80    |
| Viti         | village     | 643   |
| Vääna        | village     | 255   |
| Vääna-Jõesuu | village     | 1 200 |

## Démographie
La population s'élevait à 14 619 habitants en 2011 et à 15 650 habitants en 2021.

## Galerie

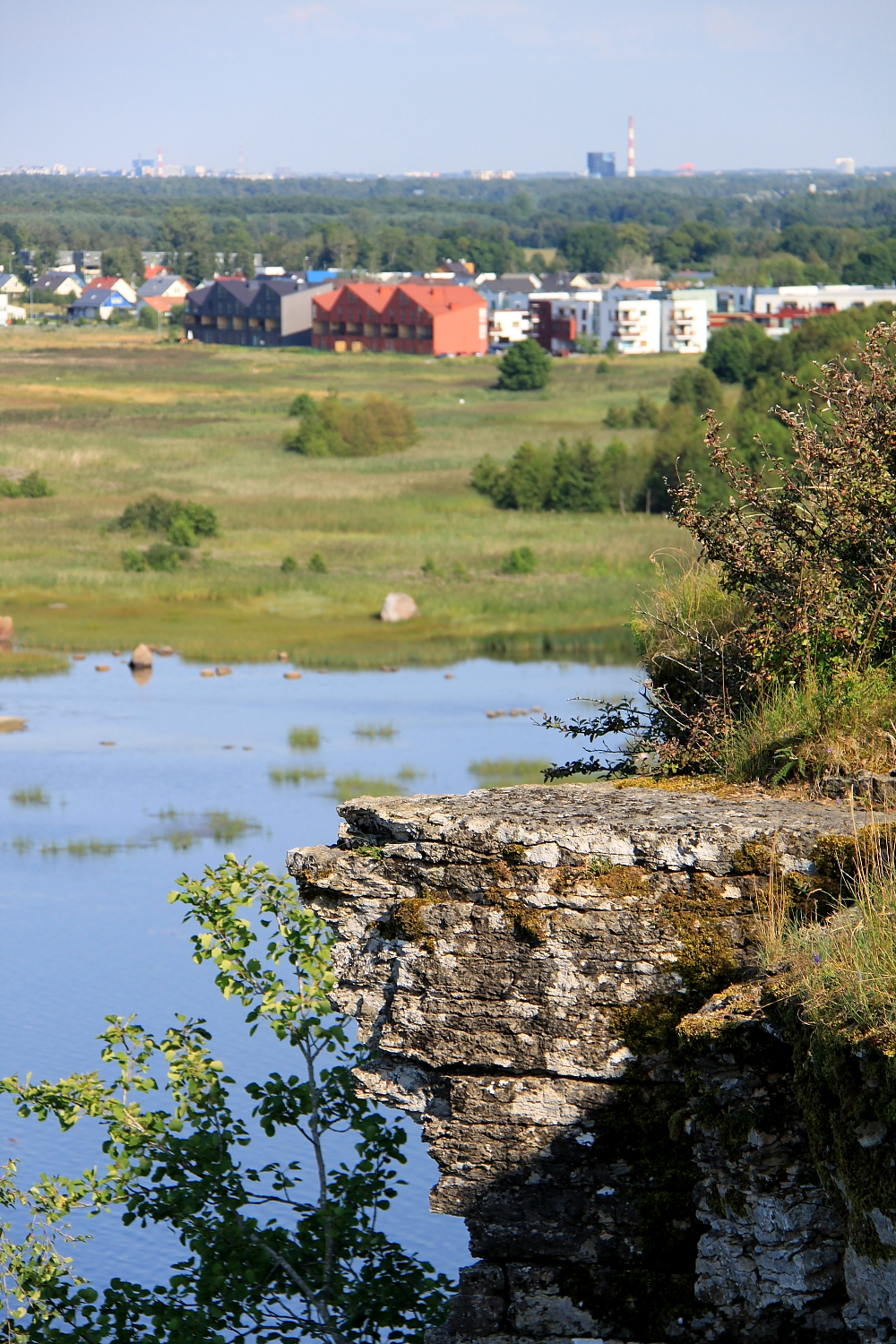
Tabasalu
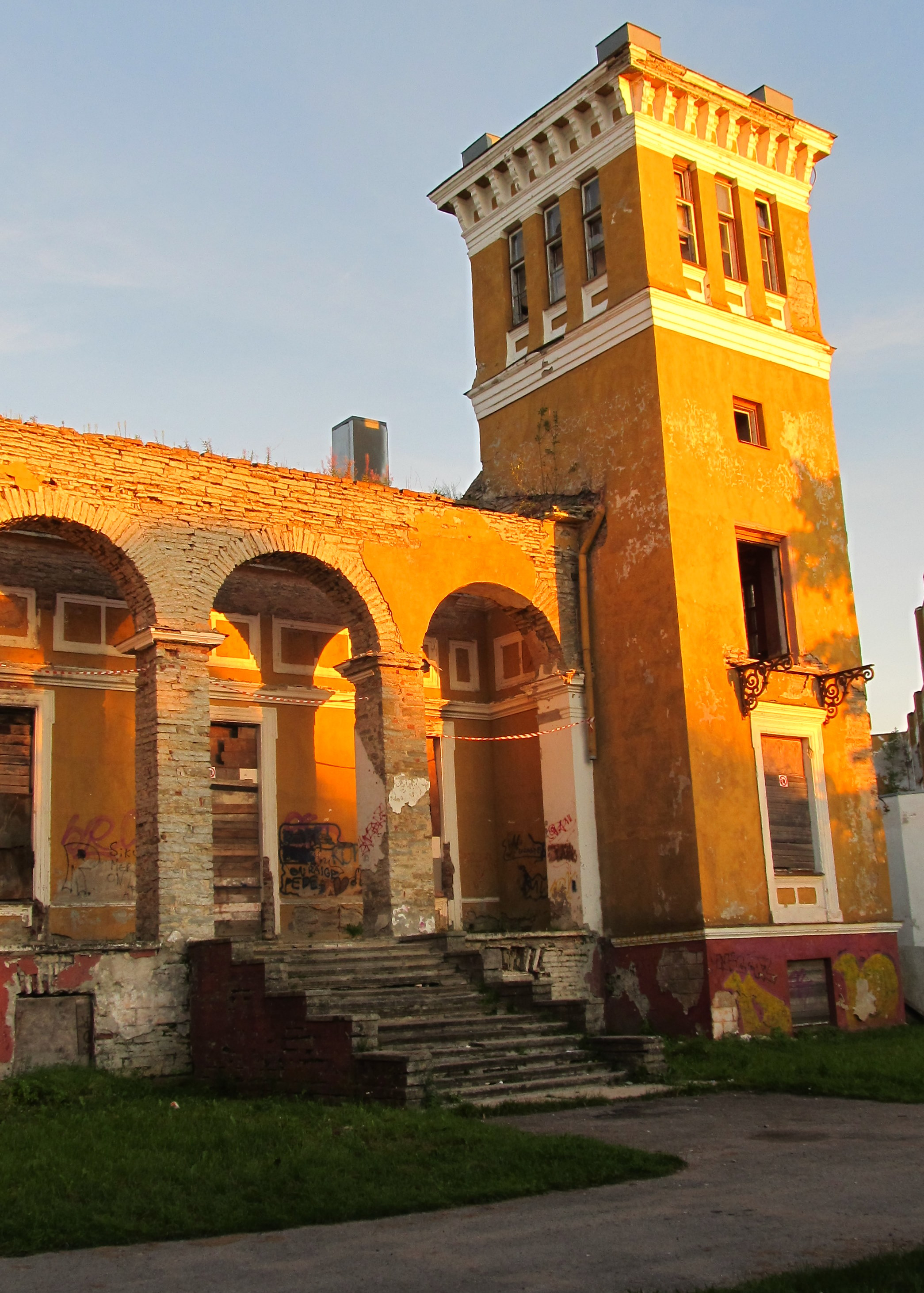
Muraste
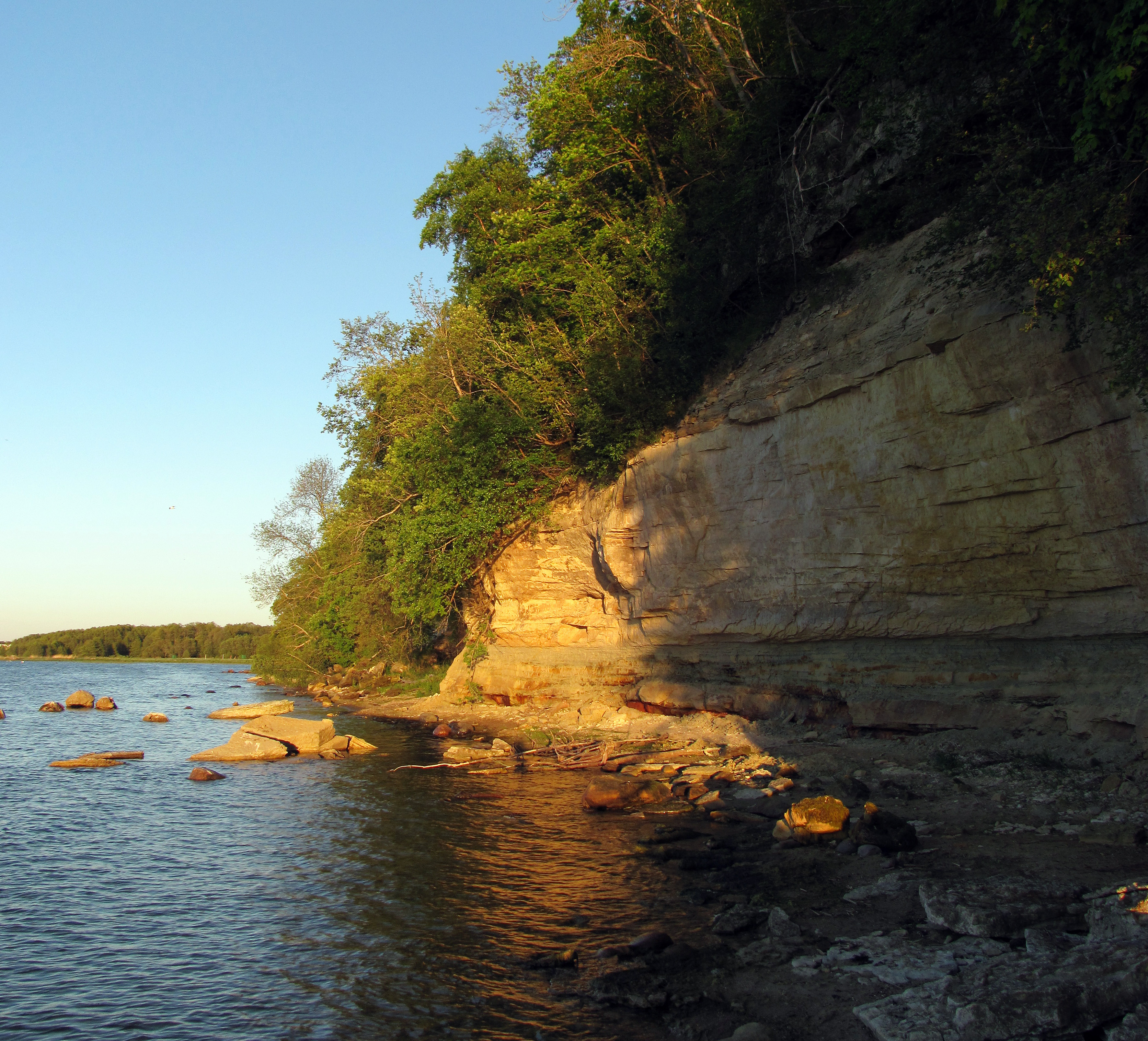
Rannamõisa
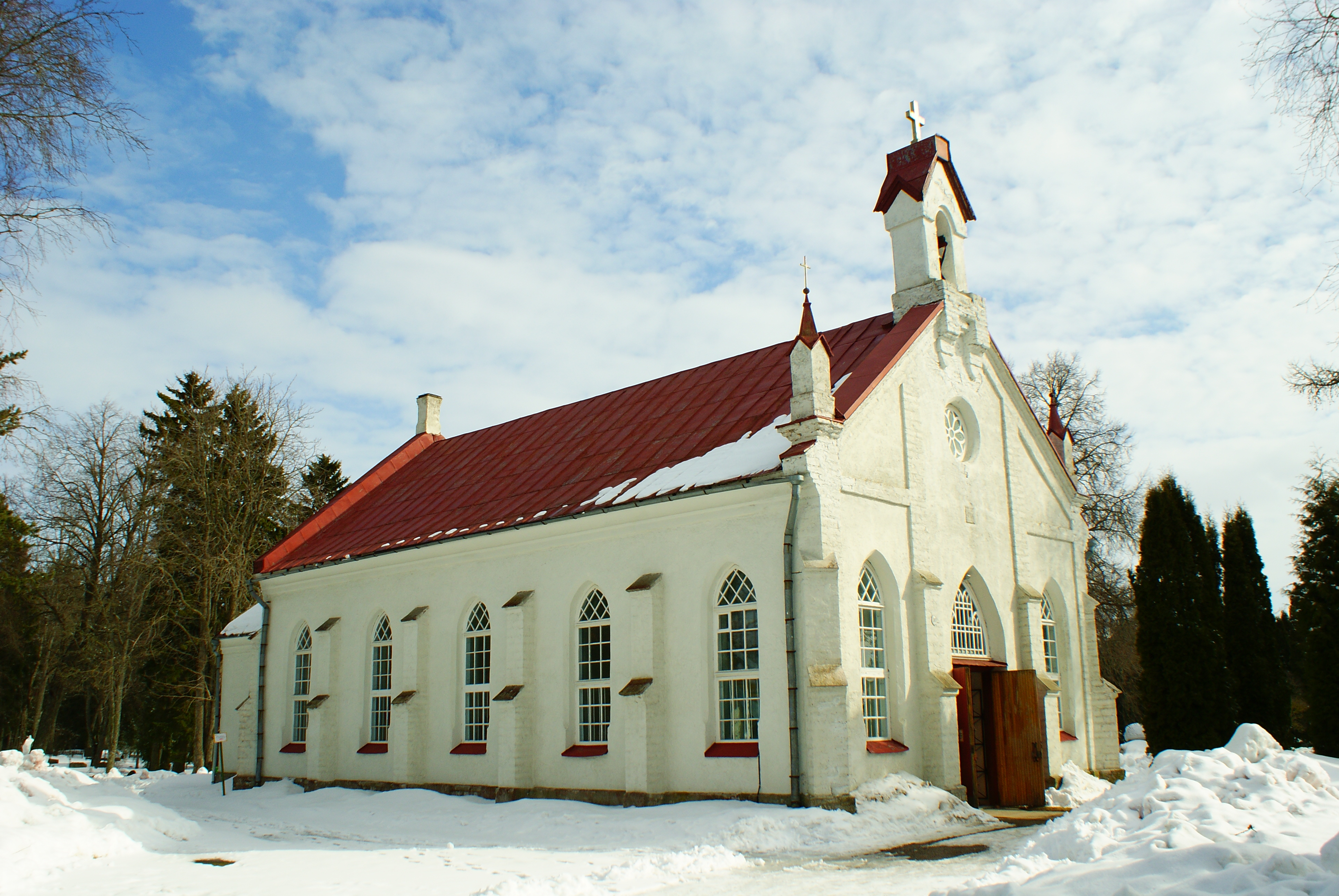
Ranna
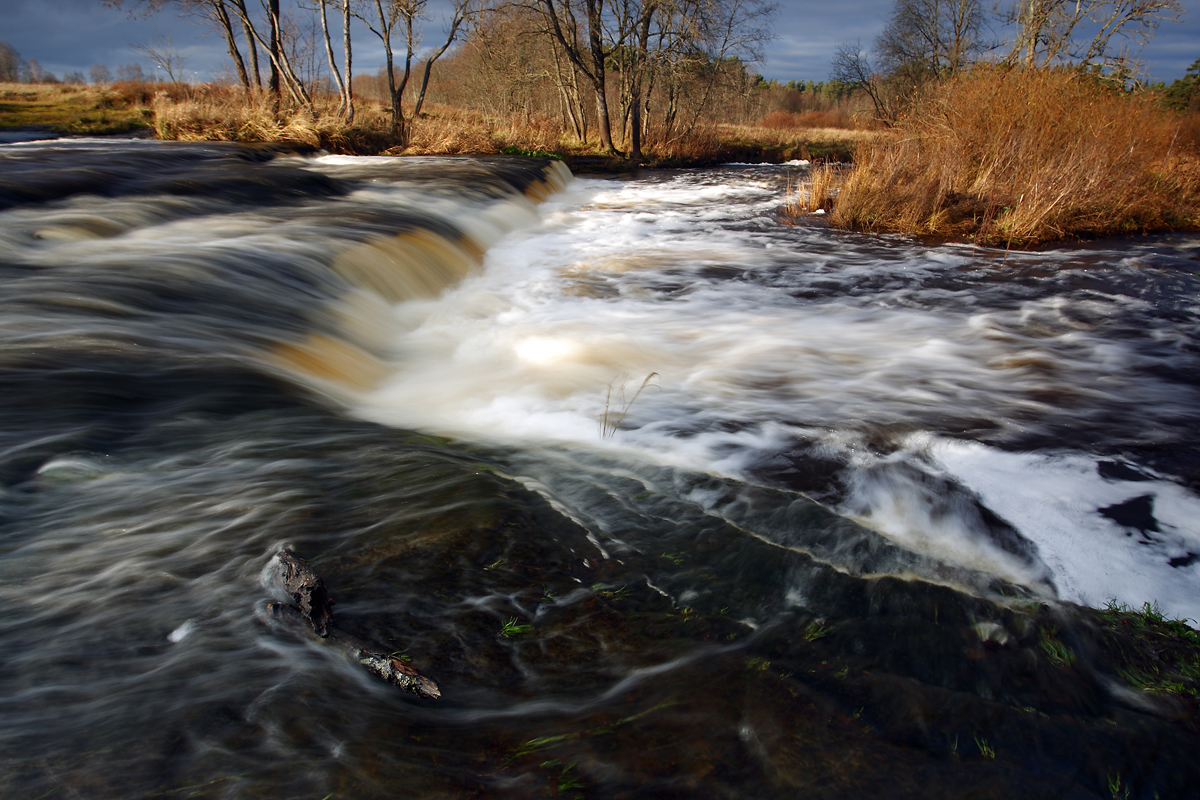
Vahiküla
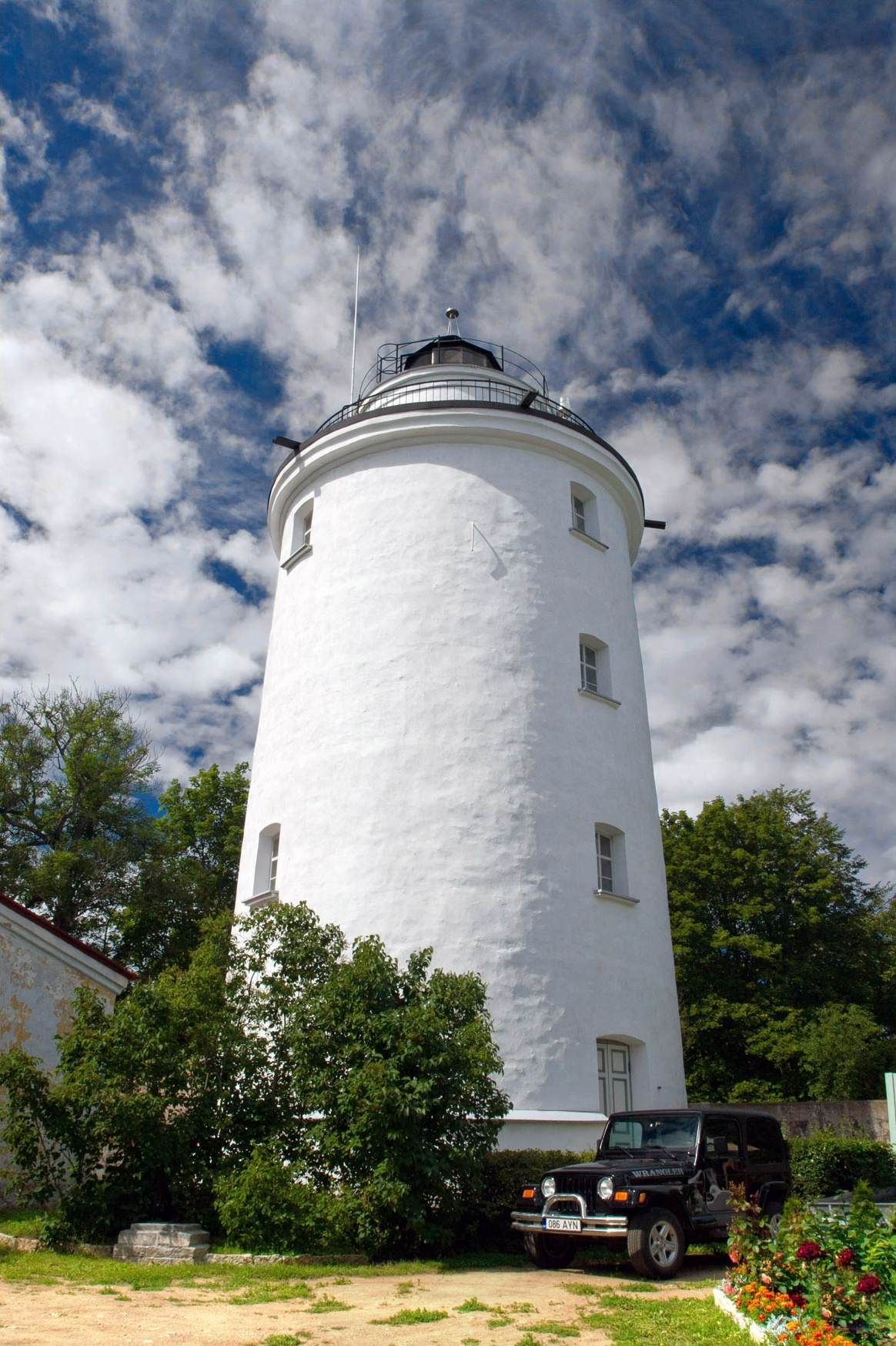
Suurupi